# Confederació General del Treball de França
La Confederació General del Treball (francès: Confédération Générale du Travail, abreujat CGT) de França és un dels cinc sindicats francesos amb més afiliats (en tenia 711.000 el 2005). La seva presidenta és Sophie Binet. Va ser fundat el 23 de setembre de 1895 a Llemotges, aleshores amb una ideologia anarcosindicalista i apolítica, i en 1906, en el seu 9è congrés, va adoptar la Carta d'Amiens. Posteriorment ha derivat en postures molt diferents.
La CGT francesa actualment és membre de la Confederació Europea de Sindicats, CES, que agrupa els sindicats europeus, i de la Confederació Sindical Internacional, CSI, que és socialista moderada i cristiana.
Malgrat la coincidència al nom, no té cap relació amb la Confederació General del Treball d'Espanya.

## Història

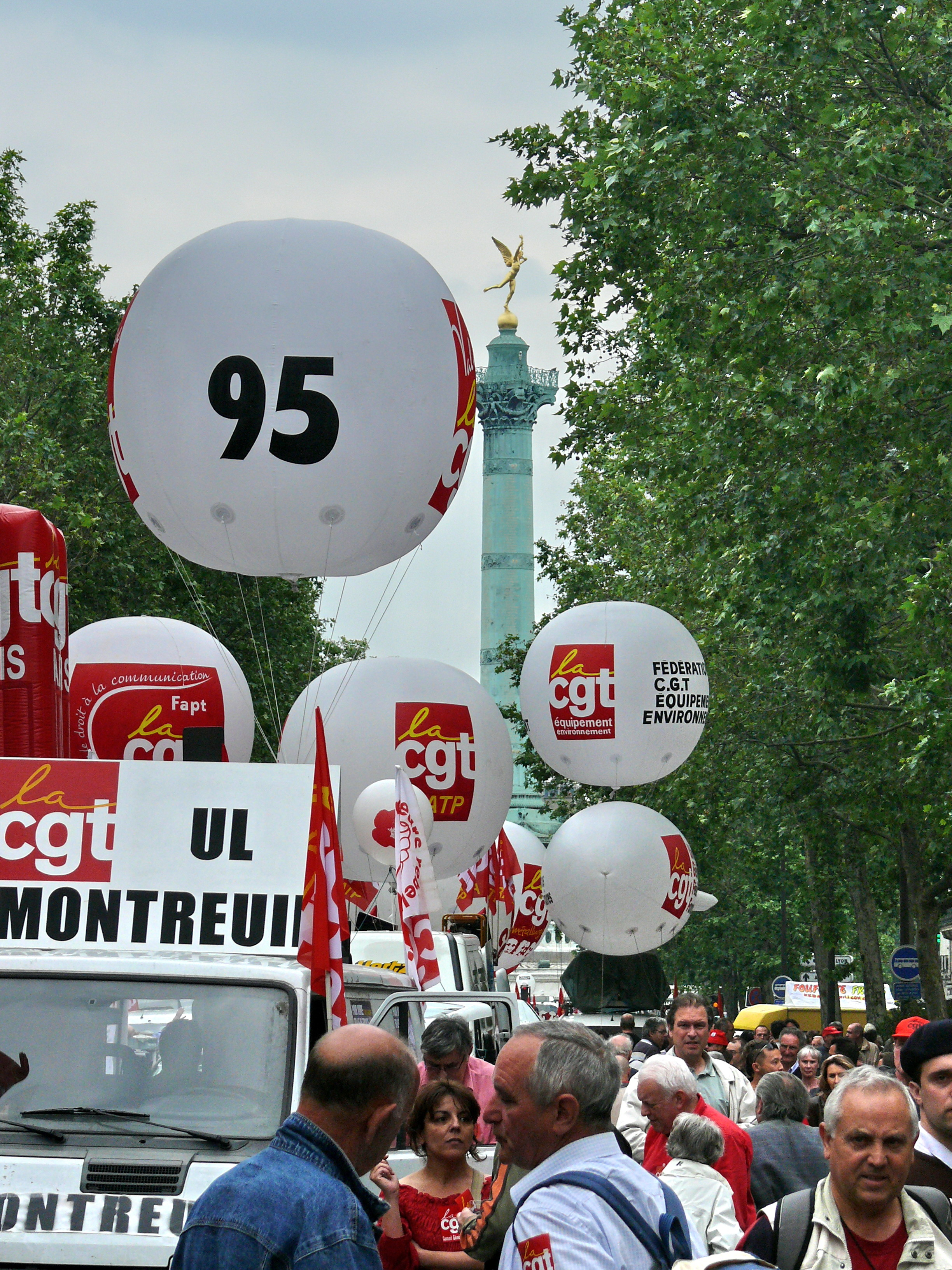
Manifestació el 2008

A començaments del segle XX va ser la principal entitat que agrupava als treballadors a França i es declarava apolítica. Defensava que els treballadors havien de centrar els seus esforços en l'economia i no en idees polítiques que només els dividirien i no els ajudarien a defensar els seus drets. Després de la Primera Guerra Mundial van començar els primers conflictes ideològics i en 1921 es va escindir entre reformistes socialistes, que van quedar a la CGT, i revolucionaris comunistes, que van crear la CGT Unitària.
En 1936 es van reunificar. En 1940 el govern de Vichy va dissoldre el sindicat, que es reunificaria a la clandestinitat tres anys després. Després de la Segona Guerra Mundial va patir noves escissions, quedant d'ideologia comunista, i va estar fortament relacionat amb el Partit Comunista Francès durant força anys.
A partir dels anys 70 va començar a defensar una esquerra cada cop més moderada: va començar per donar suport al conjunt de partits d'esquerra, incloent el Partit Radical d'Esquerra i el Partit Socialista francès, i als 80 va començar a distanciar-se dels comunistes, dels quals es va desvincular completament als anys 90. En 1995 va deixar de formar part de la confederació comunista Federació Sindical Mundial i es va anar dirigint cap al centreesquerra. En 2006 va entrar a la Confederació Sindical Internacional.